# Ахали-Ничбиси
Ахали-Ничбиси (груз. ახალი ნიჩბისი) — село в Грузии, на территории Мцхетского муниципалитета края (мхаре) Мцхета-Мтианети.

## География
Село находится в центральной части Грузии, на левом берегу реки Ничбисисцкали (правый приток Куры), на расстоянии приблизительно 10 километров (по прямой) к западу от города Мцхета, административного центра края и муниципалитета. Абсолютная высота — 583 метра над уровнем моря.

## Население
По результатам официальной переписи населения 2014 года в Ахали-Ничбиси проживало 624 человека (313 мужчин и 311 женщин). В национальной структуре населения грузины составляли 99,5 %, армяне — 0,3 %.
| Год  | Население, человек |
| ---- | ------------------ |
| 2002 | 619                |
| 2014 | ↗ 624              |